# Sordceguesa

Helen Keller, autora, activista i conferenciant nord-americana sordcega, el 1904. Keller va perdre tant la vista com l'oïda per meningitis als 19 mesos.

La sordceguesa és la condició de poca o nul·la oïda útil i poca o cap visió útil. En cada individu es produeixen diferents graus de pèrdua de visió i pèrdua auditiva. A causa d'aquesta diversitat inherent, les necessitats de cada individu sordcec pel que fa a l'estil de vida, la comunicació, l'educació i el treball s'han d'abordar en funció del seu grau de privació de doble modalitat, per millorar la seva capacitat de viure de manera independent.
El 1994, es calcula que entre 35.000 i 40.000 persones dels Estats Units eren mèdicament sordcegues. Laura Bridgman va ser la primera persona sordcega nord-americana que va tenir una bona educació. Helen Keller era un exemple conegut d'individu sordcec que va rebre educació. Per afavorir la seva missió d'ajudar la comunitat sordcega a ampliar els seus horitzons i obtenir oportunitats, el Centre Nacional Helen Keller per a joves i adults sordcecs (també anomenat Helen Keller National Center o HKNC), es va establir el 1967 per una llei del Congrés amb un programa de formació residencial a Sands Point, Nova York.
La comunitat de sordcegues té la seva pròpia cultura, comparable a la de la comunitat de sordcegues. Els membres de la comunitat de sordcegues tenen orígens diversos, però estan units per experiències similars i una comprensió compartida i homogènia del que significa ser sordcec. Algunes persones sordcegues veuen la seva condició com una part de la seva identitat.